# Ciclisme als Jocs Olímpics d'Estiu de 2016 - Persecució per equips masculina
La prova de persecució per equips masculina dels Jocs Olímpics de Rio de Janeiro 2016 es disputà el 11 i 12 d'agost al Velòdrom Olímpic de Rio.
Aquesta prova de ciclisme en pista consta d'un seguit de rondes que els ciclistes han d'anar superant. Els ciclistes corren en equips formats per quatre membres. En la primera ronda, cada equip realitza 4 km i se li computa el temps, sempre sobre el tercer dels ciclistes en arribar. Els vuit millors classificats passen ronda. En aquesta nova ronda els equips s'enfronten en grups de dos segons l'ordre de qualificació. Els millors temps de la 1a ronda lluiten per les medalles. Els altres equips per les restants posicions.
La prova va ser guanyada per l'equip del Regne Unit, seguit per Austràlia i Dinamarca en tercer lloc.

## Medallistes
| Or                                                                    | Plata                                                                                            | Bronze |
| Regne Unit · Ed Clancy · Steven Burke · Owain Doull · Bradley Wiggins | Austràlia · Alex Edmondson · Jack Bobridge · Michael Hepburn · Sam Welsford · Callum Scotson (Q) | Dinamarca · Lasse Norman Hansen · Niklas Larsen · Frederik Madsen · Casper von Folsach · Rasmus Christian Quaade (Q) |

## Qualificació
En color, els vuit primers equips es classifiquen per a la següent ronda
| Posició | País            | Ciclistes                                                            | Temps    |
| ------- | --------------- | -------------------------------------------------------------------- | -------- |
| 1       | Regne Unit      | Ed Clancy Steven Burke Owain Doull Bradley Wiggins                   | 3:51.943 |
| 2       | Dinamarca       | Lasse Norman Hansen Niklas Larsen Frederik Madsen Casper von Folsach | 3:55.396 |
| 3       | Austràlia       | Alexander Edmondson Jack Bobridge Michael Hepburn Sam Welsford       | 3:55.606 |
| 4       | Nova Zelanda    | Pieter Bulling Aaron Gate Dylan Kennett Regan Gough                  | 3:55.977 |
| 5       | Itàlia          | Simone Consonni Liam Bertazzo Filippo Ganna Francesco Lamon          | 3:59.708 |
| 6       | Alemanya        | Henning Bommel Nils Schomber Kersten Thiele Domenic Weinstein        | 4:00.911 |
| 7       | Suïssa          | Olivier Beer Silvan Dillier Théry Schir Cyrille Thièry               | 4:03.845 |
| 8       | R.P. de la Xina | Fan Yang Liu Hao Qin Chenlu Shen Pingan                              | 4:05.152 |
|         | Països Baixos   | Tim Veldt Wim Stroetinga Jan-Willem van Schip Joost van der Burg     | DNF      |

## Primera ronda
Els guanyadors de les sèries 3 i 4 passen la final per les medalles d'or i plata. Els sis equips restants es classifiquen segons els seus temps i s'aparellen de la següent manera: els dos equips més ràpids lluiten per la medalla de bronze. Els següents dos equips més ràpids correran pel 5è i 6è llocs, i els dos últims equips pels 7è i 8è llocs.
| País     | Ciclistes                                                     | Temps    |
| -------- | ------------------------------------------------------------- | -------- |
| Alemanya | Theo Reinhardt Nils Schomber Kersten Thiele Domenic Weinstein | 3:56.903 |
| Suïssa   | Olivier Beer Silvan Dillier Théry Schir Cyrille Thièry        | 4:03.845 |

| País            | Ciclistes                                                   | Temps    |
| --------------- | ----------------------------------------------------------- | -------- |
| Itàlia          | Simone Consonni Liam Bertazzo Filippo Ganna Francesco Lamon | 3:55.724 |
| R.P. de la Xina | Fan Yang Liu Hao Qin Chenlu Shen Pingan                     | 4:04.240 |

| País      | Ciclistes                                                                 | Temps    |
| --------- | ------------------------------------------------------------------------- | -------- |
| Austràlia | Alexander Edmondson Callum Scotson Michael Hepburn Sam Welsford           | 3:53.429 |
| Dinamarca | Lasse Norman Hansen Niklas Larsen Frederik Madsen Rasmus Christian Quaade | 3:53.542 |

| País         | Ciclistes                                           | Temps           |
| ------------ | --------------------------------------------------- | --------------- |
| Regne Unit   | Ed Clancy Steven Burke Owain Doull Bradley Wiggins  | 3:50.570 (R.M.) |
| Nova Zelanda | Pieter Bulling Aaron Gate Dylan Kennett Regan Gough | 3:55.654        |

## Finals
| País       | Ciclistes                                                      | Temps           | Posició |
| ---------- | -------------------------------------------------------------- | --------------- | ------- |
| Regne Unit | Ed Clancy Steven Burke Owain Doull Bradley Wiggins             | 3:50.265 (R.M.) | Or      |
| Austràlia  | Alexander Edmondson Jack Bobridge Michael Hepburn Sam Welsford | 3:51.008        | Plata   |

| País         | Ciclistes                                                            | Temps    | Posició |
| ------------ | -------------------------------------------------------------------- | -------- | ------- |
| Dinamarca    | Lasse Norman Hansen Niklas Larsen Frederik Madsen Casper von Folsach | 3:53.789 | Bronze  |
| Nova Zelanda | Pieter Bulling Aaron Gate Dylan Kennett Regan Gough                  | 3:56.753 | 4       |

| País     | Ciclistes                                                         | Temps    | Posició |
| -------- | ----------------------------------------------------------------- | -------- | ------- |
| Alemanya | Theo Reinhardt Nils Schomber Kersten Thiele Domenic Weinstein     | 3:50.265 | 5       |
| Itàlia   | Simone Consonni Michele Scartezzini Filippo Ganna Francesco Lamon | 4:02.360 | 6       |

| País            | Ciclistes                                              | Temps    | Posició |
| --------------- | ------------------------------------------------------ | -------- | ------- |
| Suïssa          | Olivier Beer Silvan Dillier Théry Schir Cyrille Thièry | 4:01.786 | 7       |
| R.P. de la Xina | Fan Yang Liu Hao Qin Chenlu Shen Pingan                | 4:03.687 | 8       |